# William A. Chanler

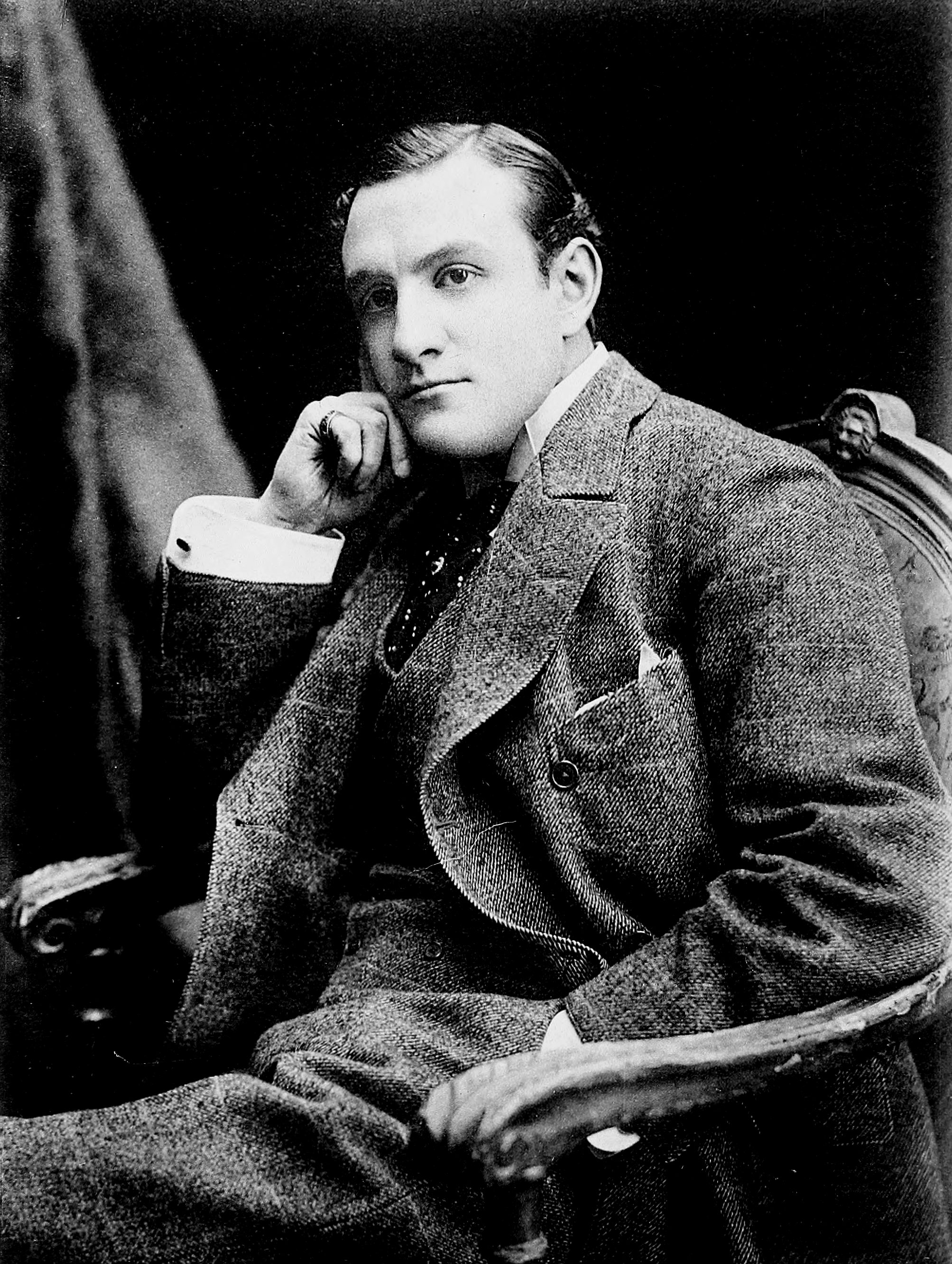
William A. Chanler (1896)

William Astor Chanler (* 11. Juni 1867 in Newport, Rhode Island; † 4. März 1934 in Menton, Frankreich) war ein  US-amerikanischer Geograph und Politiker. Zwischen 1899 und 1901 vertrat er den Bundesstaat New York im US-Repräsentantenhaus.

## Werdegang
William Chanler war ein Sohn des Kongressabgeordneten John Winthrop Chanler (1826–1877). Er gehörte sowohl der bekannten Dudley-Winthrop Family als auch mütterlicherseits der Astor-Familie an. Chanler besuchte die St. John’s School in Ossining im Staat New York und die Phillips Academy in New Hampshire. Danach studierte er zwei Jahre lang an der Harvard University. Er wurde Mitglied der Royal Geographical Society in London. Ab 1889 war er mit Unterbrechungen als Forscher in Afrika unterwegs. In den Jahren 1889 und 1890 erreichte er den Kilimandscharo. Von 1892 bis 1894 bereiste er gemeinsam mit Ludwig von Höhnel Ostafrika im Gebiet des heutigen Staates Kenia. Zu Hause wurde er zunächst Mitglied der Republikanischen Partei. 1896 nahm er als Delegierter an deren regionalem Parteitag für den Staat New York teil. Ein Jahr später war er Abgeordneter in der New York State Assembly. Zwischen Mai und August 1898 nahm er als Hauptmann einer Kavallerieeinheit am Spanisch-Amerikanischen Krieg teil. Dabei war er an der Schlacht von Santiago beteiligt. Politisch hatte er sich inzwischen der Demokratischen Partei angeschlossen.
Bei den Kongresswahlen des Jahres 1898 wurde Chanler im 14. Wahlbezirk von New York in das US-Repräsentantenhaus in Washington, D.C. gewählt, wo er am 4. März 1899 die Nachfolge des Republikaners Lemuel E. Quigg antrat. Da er im Jahr 1900 auf eine weitere Kandidatur verzichtete, konnte er bis zum 3. März 1901 nur eine Legislaturperiode im Kongress absolvieren.

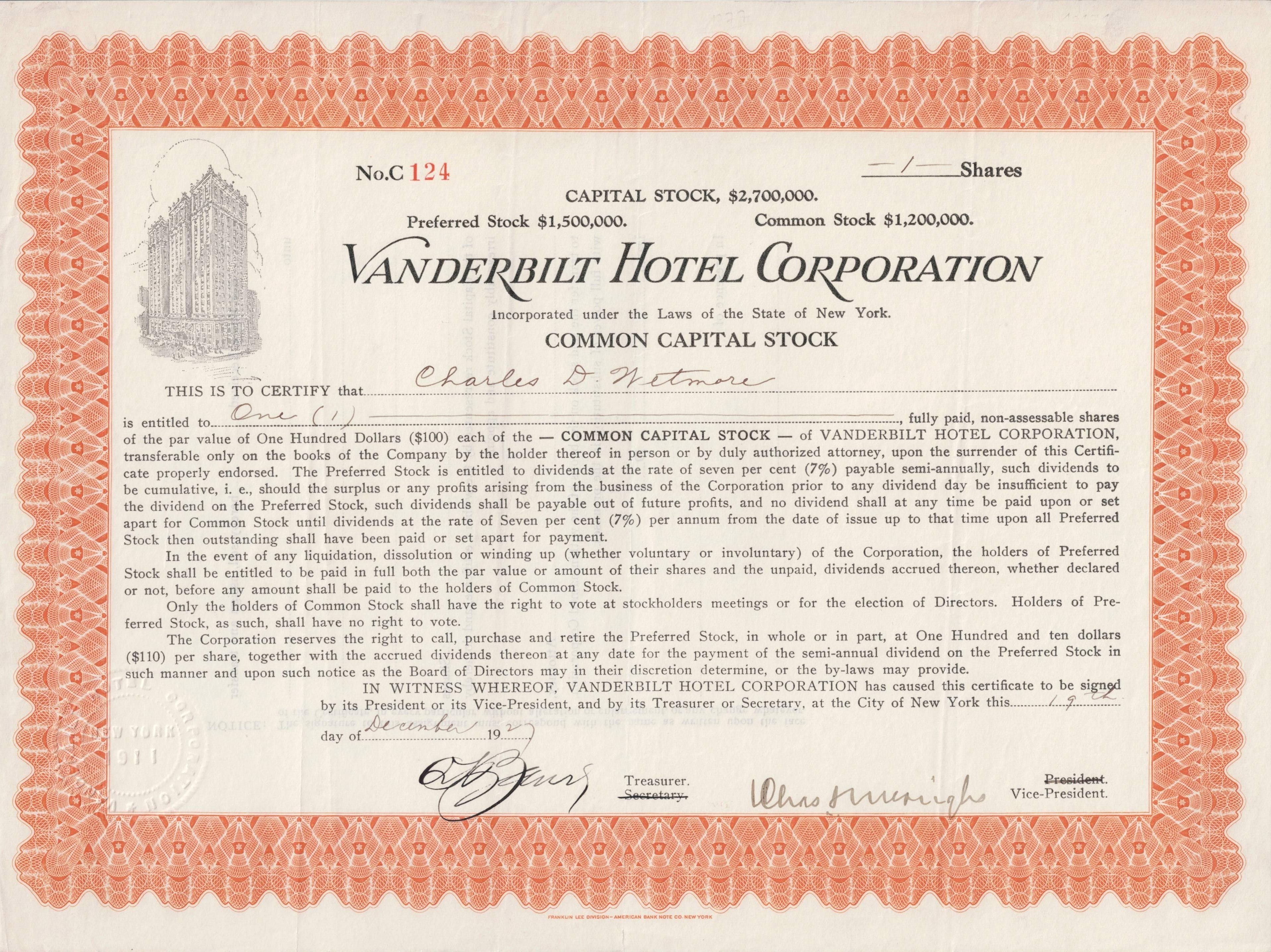
Aktie der Vanderbilt Hotel Corporation vom 19. Dezember 1927 mit Darstellung des Hotels in der Vignette.

Nach dem Ende seiner Zeit im US-Repräsentantenhaus war William Chanler unter anderem im Pferderenngeschäft tätig. Dabei besaß er in den Vereinigten Staaten und in Frankreich mehrere Rennställe. Ab 1902 war er Eigentümer einiger Kupferminen in Kuba. Außerdem erwarb er in Südfrankreich zwei Steinbrüche. Zusammen mit Alfred Vanderbilt gehörte ihm das Vanderbilt Hotel in New York City, das nach Vanderbilts Tod beim Untergang der Lusitania im Jahr 1915 ganz an Chanler fiel. Politisch war er von dem Gedanken der Freiheitsbewegung beseelt. Daher unterstützte er Aufstände und Rebellionen in Ländern wie Kuba, Libyen, Somalia, der Türkei, Venezuela und China. Im Dezember 1913 verlor er bei einem mysteriösen Unfall in Frankreich, dessen genaue Hintergründe nie aufgeklärt wurden, sein rechtes Bein. Ab 1920 lebte Chanler in Paris. In den folgenden Jahren trat er als Schriftsteller in Erscheinung. In seinen Werken trat sein Antisemitismus zu Tage. Er glaubte an eine jüdische Weltverschwörung und andere Verschwörungstheorien im Zusammenhang mit Juden, die er als Bedrohung unter anderem für die Vereinigten Staaten ansah. William Chanler starb am 4. März 1934 in Menton und wurde in New York City beigesetzt.

## Werke
- William A. Chanler: Through Jungle and Desert: Travels in Eastern Africa. MacMillan and Company, 1896 (eingeschränkte Vorschau in der Google-Buchsuche).